# Ferrera
Ferrera (rétorománsky Farera) je obec ve švýcarském kantonu Graubünden, okresu Viamala. Nachází se asi 37 kilometrů jižně od kantonálního hlavního města Churu, v nadmořské výšce 1 316 metrů. Má přibližně 80 obyvatel.

## Geografie

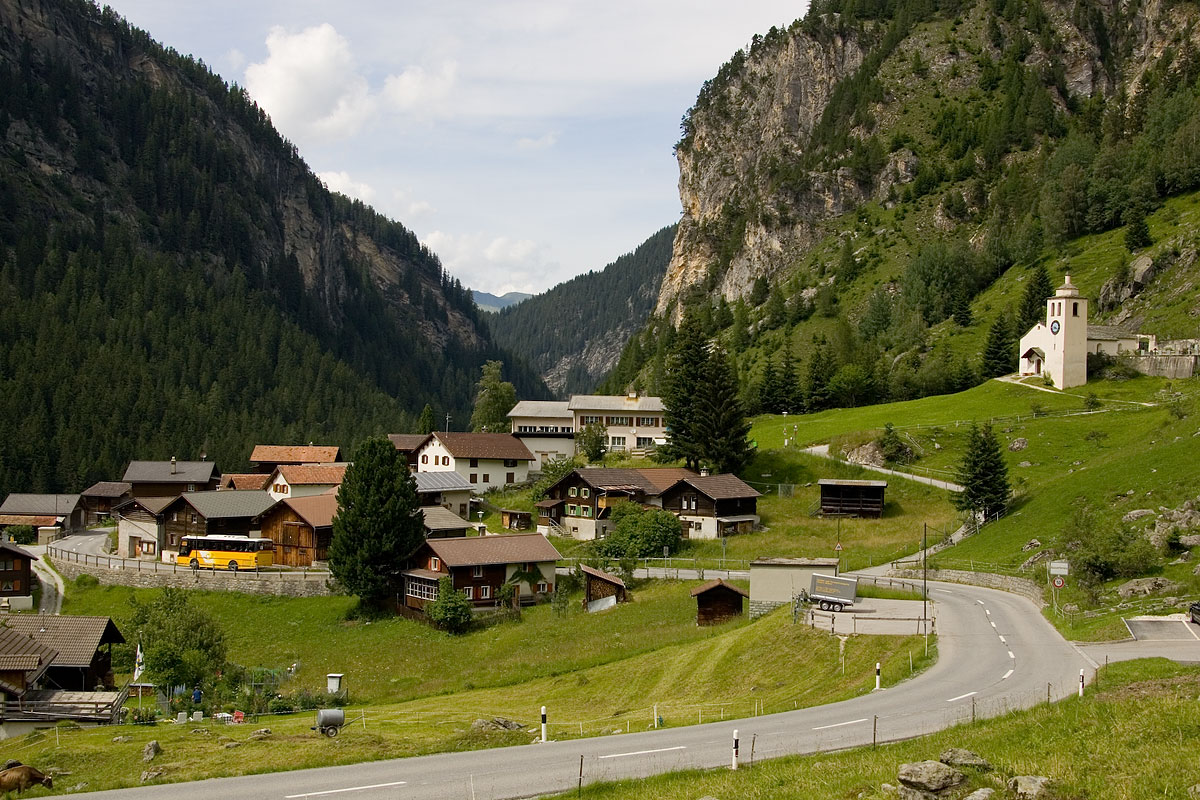
Ausserferrera

Ferrera leží v údolí potoka Bagn da Ferrera v Rhétských Alpách, v nadmořské výšce okolo 1 200–1 600 metrů.
Sousedními obcemi jsou Andeer, Avers, Sufers a Surses. Na jihu sousedí katastr obce také s Itálií.

## Obyvatelstvo
| Vývoj počtu obyvatel | Vývoj počtu obyvatel | Vývoj počtu obyvatel | Vývoj počtu obyvatel | Vývoj počtu obyvatel | Vývoj počtu obyvatel | Vývoj počtu obyvatel | Vývoj počtu obyvatel | Vývoj počtu obyvatel | Vývoj počtu obyvatel |
| -------------------- | -------------------- | -------------------- | -------------------- | -------------------- | -------------------- | -------------------- | -------------------- | -------------------- | -------------------- |
| Rok                  | 1808                 | 1850                 | 1900                 | 1950                 | 1980                 | 1990                 | 2000                 | 2010                 | 2016                 |
| Počet obyvatel       | 167                  | 273                  | 162                  | 145                  | 114                  | 99                   | 98                   | 83                   | 79                   |

### Jazyky
V obci až do poloviny 20. století převládala jako hlavní úřední i mluvený jazyk rétorománština. Příliv německy mluvících přistěhovalců a s nimi spojený růst německy mluvící kultury však přinesl postupný úpadek tohoto jazyka. Již v roce 1980 činil podíl primárně rétorománsky mluvícího obyvatelstva necelou třetinu. Dnes je Ferrera jednou z německy mluvících obcí kantonu Graubünden – podíl němčiny zde přesahuje 90 procent a ta je tak jediným úředním jazykem obce.
| Jazyky ve Ferreře |                   |                   |                   |                   |                   |                   |
| Jazyk             | Sčítání lidu 1980 | Sčítání lidu 1980 | Sčítání lidu 1990 | Sčítání lidu 1990 | Sčítání lidu 2000 | Sčítání lidu 2000 |
| Jazyk             | Počet             | Podíl             | Počet             | Podíl             | Počet             | Podíl             |
| Němčina           | 79                | 69,30 %           | 75                | 75,76 %           | 90                | 91,84 %           |
| Rétorománština    | 33                | 28,95 %           | 21                | 21,21 %           | 1                 | 1,02 %            |
| Italština         | 0                 | 0,00 %            | 2                 | 2,02 %            | 3                 | 3,37 %            |
| Počet obyvatel    | 114               | 100 %             | 99                | 100 %             | 98                | 100 %             |